# Gaya
|  | Per a altres significats, vegeu «Gaya (desambiguació)». |

Gaya fou una confederació d'estats tribals del sud-est de Corea, que van sorgir de la fragmentació de la lliga coreana de Jin en tres confederacions principals vers el segle i aC: Mahan, Jinhan i Byeonhan. Aquesta darrera fou substituïda en pocs anys per l'anomenada Confederació de Gaya formada per diversos estats tribals o clans dels quals els principals foren:
- Geumgwan
- Karak
- Tae
- Ara Gaya
- Bihwa Gaya
- Goryeong Gaya